# Clostridium colicanis
Clostridium colicanis è una specie di batterio appartenente alla famiglia delle Clostridiaceae.